# Elmar Fischer
Pour les articles homonymes, voir Fischer.
Elmar Fischer (6 octobre 1936 - 19 janvier 2022) est un prélat catholique autrichien.

## Biographie
Né en Autriche, il est ordonné prêtre le 29 juin 1961 par Bruno Wechner (de) pour le diocèse de Feldkirch, en Autriche. Il est évêque du diocèse de 2005 jusqu'à sa retraite en 2011. Il est décédé de la COVID-19 le 19 janvier 2022 à l'âge de 85 ans.